# خرس‌واش مرتع
خرس‌واش مرتع (نام علمی: Nolina interrata) نام یک گونه از سرده خرس‌واش است.